# Саламонія (Індіана)
Саламонія (англ. Salamonia) — місто (англ. town) в США, в окрузі Джей штату Індіана. Населення — 151 особа (2020).

## Географія
Саламонія розташована за координатами 40°22′54″ пн. ш. 84°51′57″ зх. д. / 40.38167° пн. ш. 84.86583° зх. д. (40.381767, -84.865875).  За даними Бюро перепису населення США в 2010 році місто мало площу 0,95 км², уся площа — суходіл.

## Демографія
Згідно з переписом 2010 року, у місті мешкало 157 осіб у 52 домогосподарствах у складі 40 родин. Густота населення становила 166 осіб/км².  Було 61 помешкання (64/км²).
Расовий склад населення:
| - 98,7 % — білих - 0,6 % — корінних американців |

До двох чи більше рас належало 0,6 %. Частка іспаномовних становила 0,6 % від усіх жителів.
За віковим діапазоном населення розподілялося таким чином: 33,8 % — особи молодші 18 років, 58,6 % — особи у віці 18—64 років, 7,6 % — особи у віці 65 років та старші. Медіана віку мешканця становила 30,5 року. На 100 осіб жіночої статі у місті припадало 98,7 чоловіків;  на 100 жінок у віці від 18 років та старших — 92,6 чоловіків також старших 18 років.
Середній дохід на одне домашнє господарство  становив 38 918 доларів США (медіана — 30 000), а середній дохід на одну сім'ю — 40 929 доларів (медіана — 35 625). За межею бідності перебувало 31,5 % осіб, у тому числі 40,0 % дітей у віці до 18 років та 36,8 % осіб у віці 65 років та старших.
Цивільне працевлаштоване населення становило 72 особи. Основні галузі зайнятості: виробництво — 34,7 %, роздрібна торгівля — 18,1 %, транспорт — 11,1 %, освіта, охорона здоров'я та соціальна допомога — 8,3 %.